# 현대 아반떼 N
현대 아반떼(엘란트라) N (Hyundai Avante/Elantra N)은 대한민국의 현대자동차가 2021년 7월 14일부터 시판하고 있는 전륜구동 준중형차 현대 아반떼의 고성능 모델이다. 대한민국에서는 울산광역시 북구 양정동에 있는 울산공장에서 생산된다. 대한민국에서는 벨로스터 N과 코나 N에 이은 세번째 현대 N 모델로 시판되었으며, N 모델로서는 6번째로 등장한 N 모델이다.
발표 당시 슬로건은 "일상을 짜릿하게"로서 일상에서의 활용성을 유지하면서 고성능 모델의 퍼포먼스를 만끽할 수 있는 차라는 포지션을 강조하고 있다.

## 1세대(CN7 N)

### 아반떼 N/엘란트라 N(2021년7월~2023년7월)

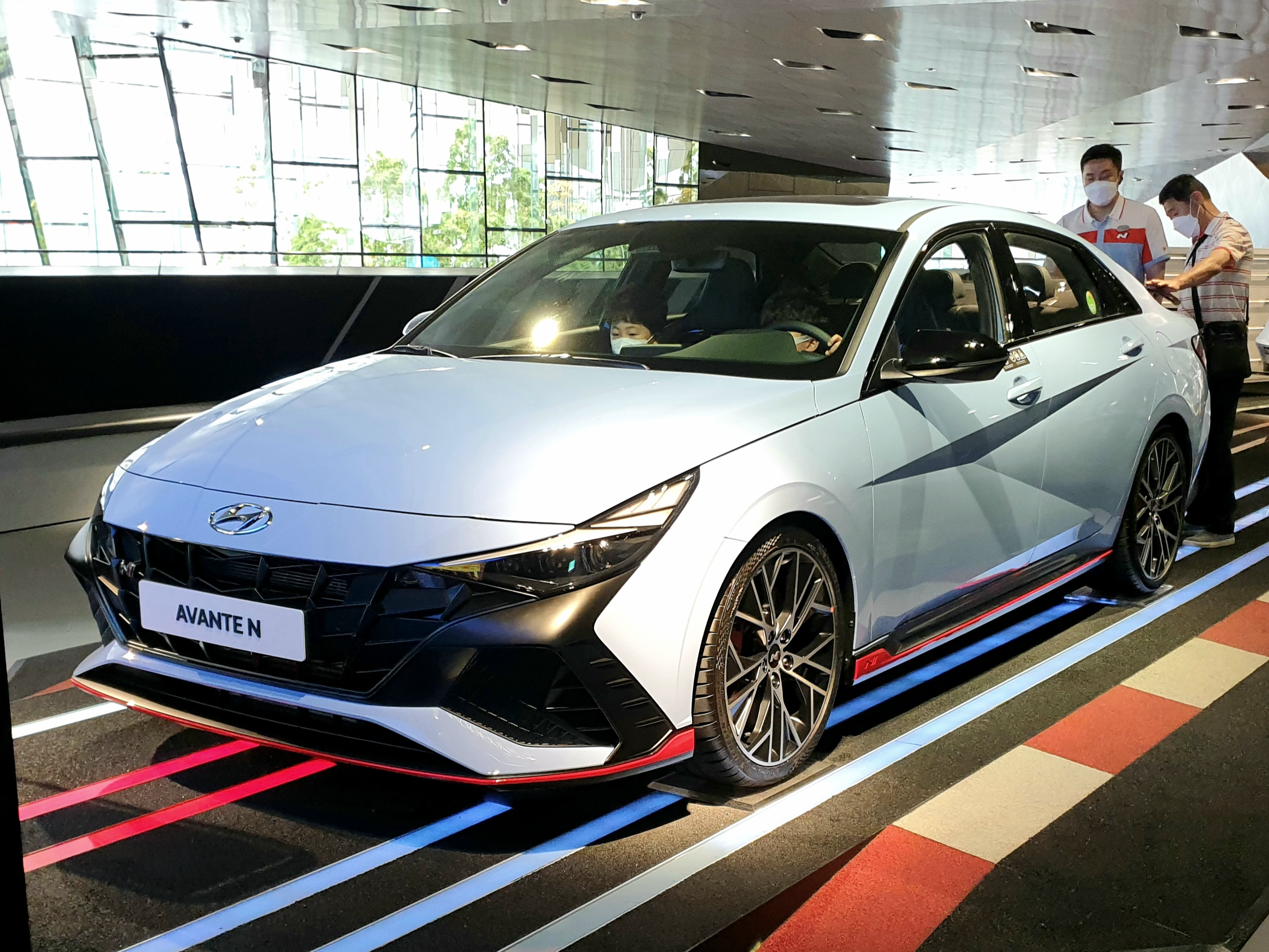
현대 아반떼 N 정측면

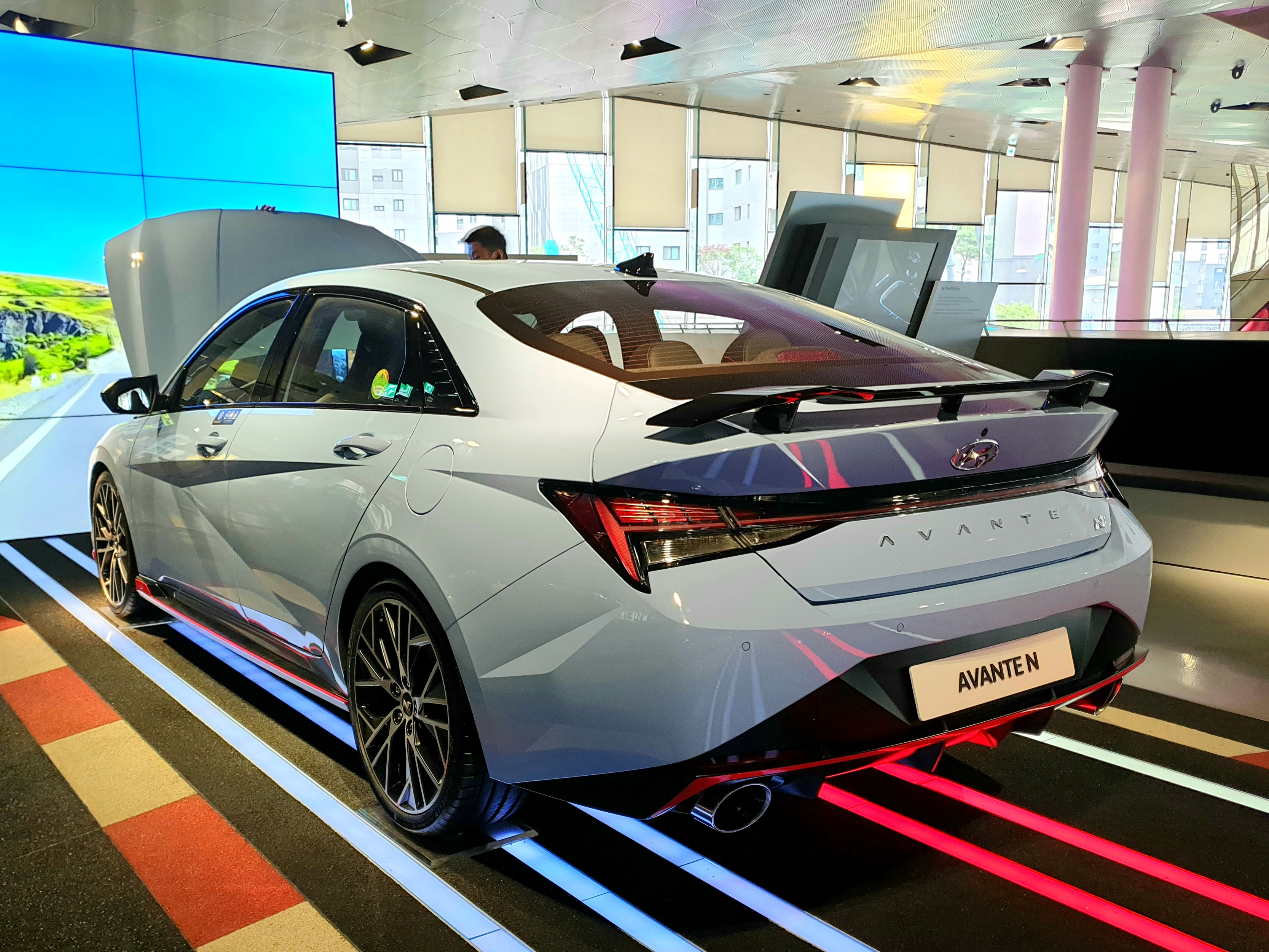
현대 아반떼 N 후측면

2021년 7월 14일, 아반떼(엘란트라) N 디지털 월드 프리미어 영상으로 출시한 아반떼(엘란트라) N은 i30 N/i30 패스트백 N(국내 미출시), 벨로스터 N, i20 N(대한민국 미출시), 코나 N에 이어서 출시된 6번째 N 모델이다. 플랫폼이 변경된 7세대 아반떼(엘란트라)(CN7)을 기반으로 제작하고 있으며, 기본 모델 대비 전장은 15mm 증가, 전고는 5mm 낮다.
이전의 벨로스터 N에서 사용하던 현대 세타2 터보 GDi 엔진(G4KH)를 기반으로 성능이 개선된 2.0T 플랫파워 엔진이 적용됐으며, 하이옥탄 대응이다. 터보차져의 터빈 휠 지름이 5mm 증대되었고(51.5mm→52mm) 터빈 유로가 2.5mm2 확대(10mm2→12.5mm2)되어 출력에서 각각 5ps/4kg.m 향상된 280ps/40kg.m의 출력을 발휘하며 실린더 블록의 형상 및 재질이 개선된 새로운 엔진이 탑재되었다. 이와 같은 개선으로 인하여 N 브랜드 모델중 최고의 퍼포먼스를 발휘하며 최고속도는 250km/h에서 제한되고 0-100km/h 가속시간은 5.3초를 발휘한다.
이외에도 이전의 N 모델 대비 43가지의 신규 엔지니어링을 추가하여 성능 향상을 적극적으로 추구함과 동시에 차량의 완성도를 향상시키는데에 주력했다. 성능적인 면에서 새롭게 적용된 2.0리터 N 플랫파워 엔진에는 흡기 관련 부품을 일체화 시켜 무게를 감소시키고 흡입 압력(저항)을 10% 감소시킴으로써 엔진의 반응성을 향상 시킴과 동시에 파워트레인 마운트를 개선하여 주행 중 파워트레인과 차체의 일체감을 향상시키는데 주력했다. 파워트레인에 있어서는 레브매칭(Rev Matching) 기능이 포함된 6단 수동 변속기(M6GF2)와 N 그린 쉬프트(N-Grin Shift)라는 오버 부스트 기능을 탑재한 습식 8단 듀얼 클러치 변속기(D8LF1)가 선택이 가능하다.
이전의 N 모델 라인업에서 제공되었던 고성능 특화 기능인 N 코너 카빙 디퍼렌셜(e-LSD), 주행 모드에 따라서 배기음이 달라지는 능동 가변 배기 시스템, 정지 상태에서 최적의 가속을 구현시키는 런치 컨트롤 등의 고성능 주행 지원 기술이 그대로 적용되었으며 듀얼 클러치 모델은 기능 작동시 최고출력이 290ps까지 일시적으로 향상되는 N 그린 쉬프트(NGS), 기어의 체결 속도와 엔진 출력 발휘 시점을 최적화 하여 가속감 향상을 제공하는 N 파워 시프트(NPS), 서킷 주행등의 다이나믹한 주행에서 최적의 변속 시점 및 엔진 회전수를 유지하는 N 트랙 센스(NTS)를 기본으로 제공하고 있다.
이전의 벨로스터 N이 탑재하고 있던 직경 345mm 디스크 브레이크 시스템을 개선하여 360mm로 확대하였으며 브레이크 에어 가이드의 구조를 개선하고 더스트 커버에 냉각용 홀을 추가함으로서 브레이크 성능을 강화했다. 드라이브 샤프트가 체결되는 액슬의 구조에 있어서 WRC 랠리카에서 사용하던 일체형 구조를 참고하여 적용된 전륜 기능통합형 액슬(IDA, Integrated Drive Axle)가 적용되어 휠 조인트와 허브의 일체화로 인해 부품 갯수의 감소에 의한 경량화로 현가하질량을 대당 1.73kg 감소시켰으며 구조의 단순화와 동시에 휠 베어링 횡 강성의 증가로 핸들링 성능을 개선했다.
차체 구조에 있어서도 강성을 증대시키는 기존의 3점식 대비 1점이 추가된 4점식 스트럿링을 적용함과 동시에 세단타입 바디에서 비틀림 강성이 가장 취약한 후석 시트와 트렁크 공간사이에 리어 스티프바를 적용 시킴으로써 기본적인 차량의 강성을 증대시켰다. 이외에도 스티어링 피드백 개선을 위해 적용된 스티어링 솔리드 마운팅(SSM, Steering Solid Mounting)을 비롯 토크 피드백 기능이 추가된 R-MDPS의 적용, 후륜 서스펜션의 너클의 알루미늄 소재 적용으로 차체와 구성 요소를 기존의 N 모델보다 강화한 특징을 가지고 있다.
외관은 범퍼, 라디에이터 그릴과 사이드 실 몰딩, N 모델 전용 리어 스포일러와 듀얼 팁 싱글 머플러로 N 모델 전용의 외형을 구성하였으며, 조합되는 휠은 직경 19인치에 림폭 8.0J로 구성되어 있고 적용되는 타이어는 미쉐린 파일럿 스포츠 4S를 전용으로 튜닝한 245/35R19 HN 타이어를 장착하고 있다. 이전의 벨로스터 N 대비 10mm 확대된 타이어를 적용함으로서 선회 성능 및 제동 성능 향상을 추구하고 있다.
운전자의 운전 감성을 위한 N 모델 전용 사운드 시스템인 N 사운드 이퀄라이저(NSE, N Sound Equalizer)는 가상 엔진음 기능에 현대 모터스포츠가 적극적으로 참여하는 TCR 레이스카의 사운드가 탑재되었으며, i30 N부터 적극적으로 구현하고 있는 팝앤뱅 사운드는 가변배기 밸브를 선형 제어방식으로 보강해 공회전 시 부밍음은 저감시킴과 동시에 사용자가 만족 할 수 있는 사운드를 구현 시키는 것을 추구하고 있다.
북미 버전에는 랠리 사운드가 추가되어 있다.
이외에도 오버 부스트 기능인 NGS의 재가동 시간을 이전의 벨로스터 N에서 제공하던 3분에서 40초로 대폭 단축시킴과 동시에 운전자가 별도로 엔진, 스티어링, 서스펜션, 레브 매칭, 전자식 차동제한장치, 차체 자세제어장치, 배기 사운드의 7가지 항목을 별도로 설정하여 이를 별도로 2개까지 저장하여 사용할 수 있는 커스텀 모드 기능을 강화함으로서 조건에 따라 빠르게 모드를 변경 시키는 것을 원하는 소비자의 요구에 대응하는 구성을 추가했다.
실내 구성 또한 기본이 되는 7세대 아반떼(엘란트라)에서 고성능 차량에 필요한 구성으로 대폭 수정되었다, 드라이빙 포지션을 낮춘 N 시트를 적용함과 동시에 별도의 옵션으로 버킷 시트를 제공함으로써 낮은 운전 자세를 선호하는 스포츠 드라이빙 추구의 오너들의 요구를 반영하였고 인포테인먼트 시스템에도 서킷 주행 및 퍼포먼스 주행에서 활용이 가능한 기능을 추가했다. 유온, 냉각수온, 토크 및 터보의 부스트압을 계기판에 표시함과 동시에 차량에 탑재된 내비게이션 시스템을 통해 랩 타임 및 주행 기록을 남기는 N 트랙 맵(N Track Map)기능이 구현되었다. 별도의 스마트폰 어플리케이션을 통해 기록을 확인함과 동시에 다른 사용자와의 기록비교도 가능하며 기록된 데이터에는 주행간 기록된 횡 가속도(G-Force), 엔진 회전수(RPM), 출력(토크), 랩타임 등을 동시에 표시함으로서 서킷 주행이 많은 N 모델 오너의 특성상 필요로 하는 데이터 로깅 기능에 적극적으로 대응하고 있다.
아울러 N 모델의 시그니처 컬러인 퍼포먼스 블루 컬러가 이전에 등장한 다른 N 모델(벨로스터 N, 코나 N)과는 다른 색상코드의 퍼포먼스 블루 페인트를 사용하고 있다는 차이점이 있다.(벨로스터/코나 N:SFB, 아반떼(엘란트라) N:XFB)

## 페이스리프트(CN7 N PE)

### 더 뉴 아반떼 N(2023년7월~ 현재)
2023년 7월 26일에 아반떼 N의 페이스리프트 모델인 더 뉴 아반떼 N이 출시됐으며, 2023년 4월 상하이 국제 모터쇼에서 최초로 공개됐다.
더 뉴 아반떼 N은 아반떼의 디자인 테마인 파라메트릭 다이나믹스(Parametric Dynamics)를 바탕으로 확대된 전·후면 범퍼, 19인치 리볼버  타입의 알로이 휠, 블랙 엠블럼 등 스포티한 디테일을 적용했으며, 2.0 터보 플랫파워 엔진을 장착했다. 또한 플랫파워 엔진에 8단 습식 DCT(듀얼 클러치 변속기)가 적용돼 최고출력 280마력(ps), 최대토크 40kgf·m의 동력성능을 갖췄으며, N 코너 카빙 디퍼렌셜(e-LSD, 전자식 차동제한장치), 능동 가변 배기 시스템, 런치 컨트롤 등을 기본 적용했다. DCT 모델은 N 그린 쉬프트, N 파워 쉬프트, N 트랙 센스 쉬프트를 기본 적용했다. 
고강성 경량 차체, 뒷좌석 사이드 에어백을 포함한 8 에어백, 서라운드 뷰 모니터, 후측방 모니터, 지능형 속도 제한 보조, 빌트인 캠, 전방 충돌방지 보조, 후측방 충돌방지 보조, 후방 교차 충돌방지 보조, 후방 주차 충돌방지 보조, 내비게이션 기반 스마트 크루즈 컨트롤, 고속도로 주행 보조, 안전 하차 경고, 차로 유지 보조 등의 안전 사양과 애프터 블로우, 보스 프리미엄 사운드 시스템 등의 편의 사양이 탑재됐다.

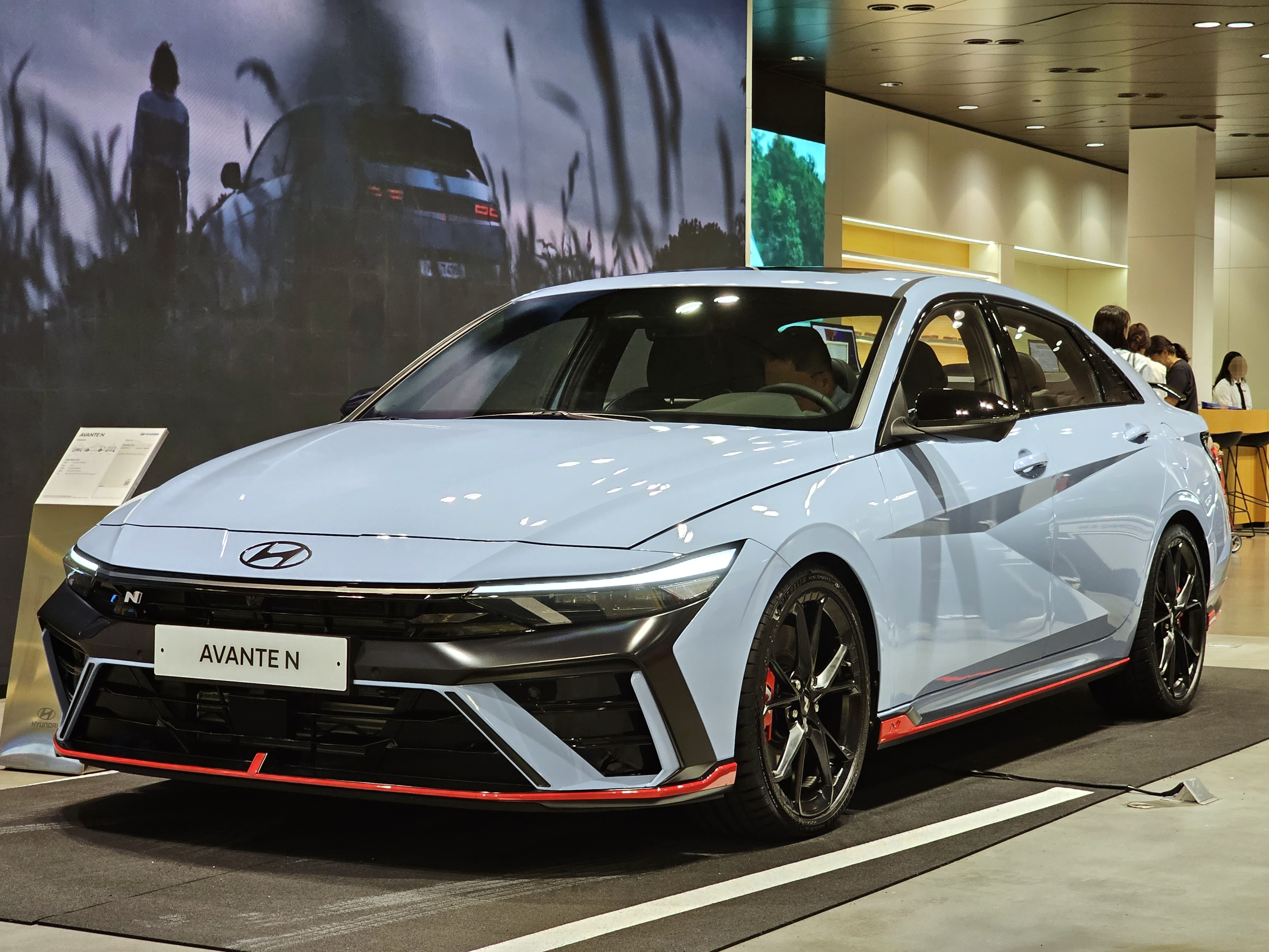
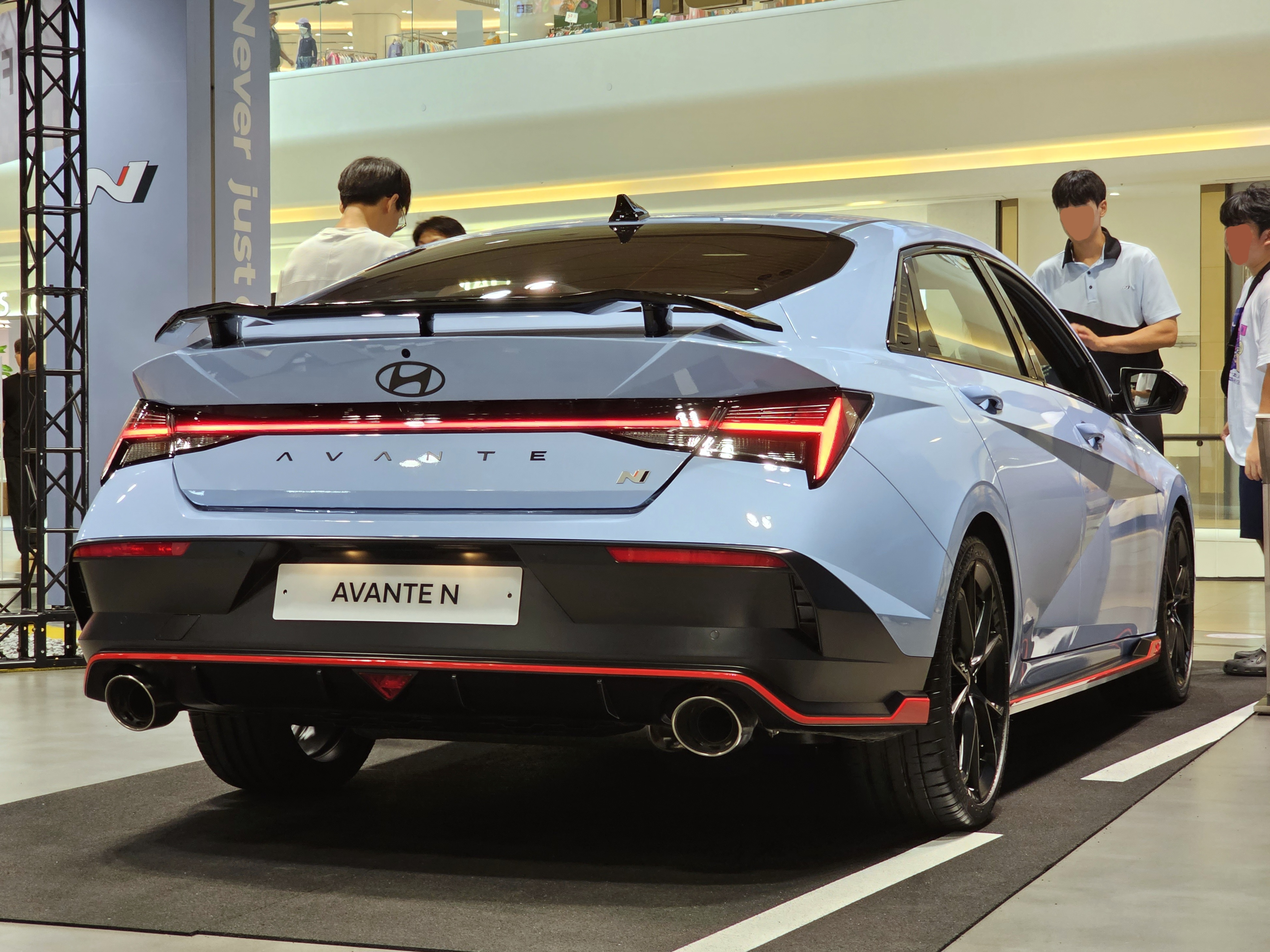
더 뉴 아반떼 N 후면
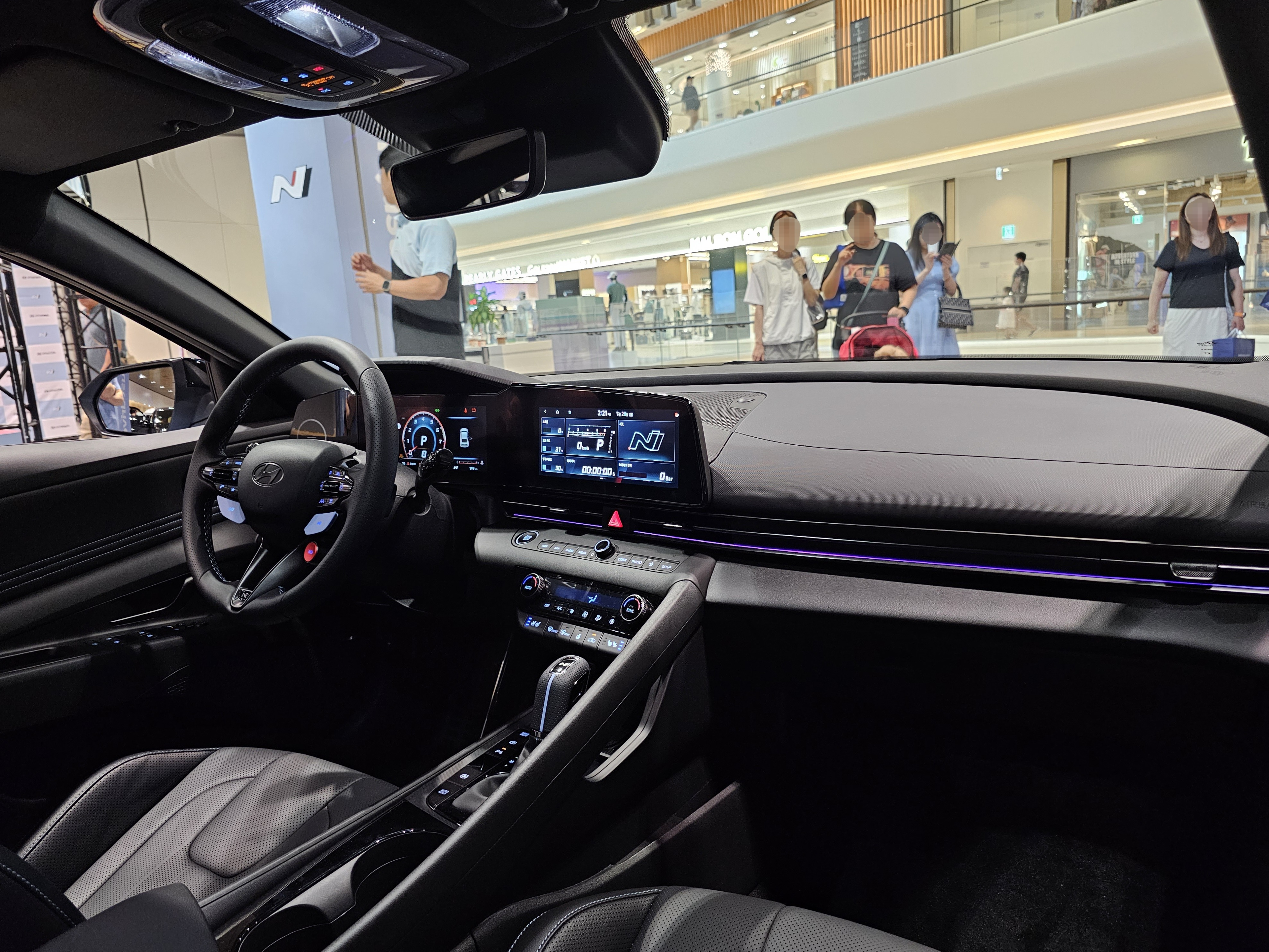
더 뉴 아반떼 N 실내

### 2026 아반떼 N(2025년4월~현재)
2025년 4월 15일부터 선택 사양을 묶은 N팬 패키지 2종을 신규 운영한다. N DCT 패키지, N 현대 스마트 센스 I, N 현대 스마트 센스 II 사양은 공통으로 적용되며, N 컴포트를 추가한 시티 팩(City Pack)과 N 라이트 스포츠 버켓 시트를 추가한 트랙 팩(Track Pack)으로 구성된다.
판매 가격은 가솔린 1.6 모델 2,806만 원, 하이브리드 모델 3,184만 원, N 가솔린 2.0 터보 모델 3,309만 원부터 시작이다.

## 관련차량

### 7세대 아반떼 N Line/엘란트라 N Line(CN7)
7세대 모델의 발표 이후 4개월 후인 2020년 8월 13일, 6세대 아반떼(엘란트라)의 스포츠/SR 모델의 후속인 N Line 모델이 하이브리드 모델과 함께 출시되었다.
N 모델로부터 영감을 받은 스포티한 주행 감성과 차별화된 내외장 디자인을 적용한 것이 특징이며 가변 밸브 듀레이션(CVVD) 기술이 추가된 스마트스트림 204마력 1.6리터 가솔린 직접분사 싱글터보 엔진을 적용하여 동력성능을 강화하였으며 6단 수동변속기와 7단 DCT(듀얼 클러치 변속기)를 선택할 수 있다.
주행성능을 강화하기 위해 후륜 멀티링크 서스펜션과 대용량 디스크 브레이크, N Line 전용 18인치 휠이 적용되었으며 스포츠 시트, 235mm의 타이어와 패들 시프트(DCT 모델)등의 스포티 주행에 필요한 사양들이 대거 투입되었다. DCT 모델에는 변속기의 시프트 다운 동작에서 회전수를 보정하여 부드럽고 빠른 재가속을 가능하게 하는 고성능 사양인 레브 매칭(Rev Matching) 기능이 적용되었다.
외부 디자인은 N 모델에서 차용한 N Line 전용 라디에이터 그릴과 N 라인 엠블럼, 스포티한 이미지를 추가한 에어 인테이크가 추가되었고 측면부는 차체를 낮게 보이도록 연출한 사이드실과 피아노 블랙 컬러가 적용된 아웃사이드 미러, 윈도우라인(DLO) 몰딩이 추가되어 차별화 된 이미지를 연출하며, 후면부에는 날렵한 이미지를 부여하는 스포일러와 싱글 트윈팁 머플러, 수평 구조의 리어 디퓨저가 적용되었다.
내장 디자인은 N Line 전용의 스티어링 휠, 기어노브를 비록하여 레드 스티치 가죽시트가 적용되었고 N Line 전용구성을 갖추는 메탈 페달과 풋레스트를 추가하여 스포티한 감성을 추가했다.
이 차량은 2021년부터 현대자동차가 주최하는 현대 N 페스티벌에 아반떼 N Line컵 레이스 라는 이름으로 원메이크 레이스가 진행되고 있다.
그러나 판매 부진으로 204마력 1.6리터 가솔린 싱글터보 엔진은 2023년 페이스리프트 때 대한민국 내수 라인업에서 제외됐다. 이후 N 라인은 별도의 모델 트림에서 드레스업 패키지로 성격이 바뀌었고, 후륜 토션 빔 서스펜션이 기본인 자연흡기 일반 모델에도 N 라인 옵션을 선택하여 후륜 멀티링크 서스펜션을 적용할 수 있도록 했다.

### 아반떼 N 라인(2023년7월~ 현재)
2023년 7월 26일에 더 뉴 아반떼 N과 함께 아반떼 N 라인이 출시됐다. N 라인 전용 전·후면 범퍼, 18인치 알로이 휠 & 타이어, 립타입 리어 스포일러, 반펀칭 가죽 스티어링 휠, 기어 노브, 가죽 시트 등이 적용됐으며, 가솔린 하이브리드 엔진에서 N 라인을 추가 운영한다. 

### 아반떼 N TCR 에디션 (2024년12월~ 현재)
2024년 11월 17일에 아반떼 N TCR 에디션이 공개됐다. 주행 목적에 따라 각도를 조절할 수 있는 카본 재질의 스완 넥 스포일러와 강성이 뛰어나면서 무게는 가벼운 19인치 N TCR 전용 단조 휠 등이 적용됐으며, TCR 에디션만의 외장 데칼, N 브랜드의 상징인 퍼포먼스 블루 색상으로 운전대 12시 방향을 표시한 알칸타라 스티어링 휠, 퍼포먼스 블루 색상의 1열 시트벨트, TCR 에디션 전용 엠블럼이 신규 적용됐다. 2024년 12월에 국내에 출시하고 2025년에 글로벌 시장에 출시할 예정이다.

2024년 12월 2일부터 한국에서 아반떼 N에 추가적으로 선택할 수 있는 사양으로 판매하고 2025년부터 해외에서도 한정 판매를 진행한다.
- TCR 디자인 패키지(590만원) : 카본 스완넥 스포일러, 19인치 N TCR 단조 휠, TCR 에디션 전용 엠블럼, 알칸타라 인테리어 패키지, 퍼포먼스 블루 색상 1열 시트벨트
- TCR 에디션 패키지(725만원): TCR 디자인 패키지 + N 퍼포먼스 브레이크 시스템, 레이싱 브레이크 패드
- TCR 에디션 데칼(75만원): 퍼포먼스 블루 외장색에만 가능

## 수상 내역
- 미국 카 앤 드라이버 <2025 에디터스 초이스 어워즈> - '콤팩트 스포츠 세단' 부문